# Thérapie cognitive basée sur la pleine conscience
La thérapie cognitive basée sur la pleine conscience (TCBPC), traduction de Mindfulness-based cognitive therapy, est un programme de psychothérapie conçu pour la prévention de la rechute dépressive chez les individus souffrant de dépression.

## Présentation
La thérapie cognitive basée sur la pleine conscience utilise des méthodes de la thérapie cognitivo-comportementale (TCC) et y ajoute une nouvelle technique appelée la « Pleine Conscience ». Les méthodes de la psychothérapie cognitivo-comportementale peuvent comprendre l'éducation du patient sur la dépression. Tandis que la technique de la Pleine Conscience se focalise sur le fait de devenir volontairement conscient de son corps, de ses émotions et de ses pensées en temps réel, au moment où elles apparaissent, en les accueillant, mais sans s'attacher ou s'identifier à elles et ni les repousser ni les juger.
Comme la TCC, la TCBPC ne s'appuie sur la théorie que lorsque les individus ayant un historique de dépression sont bouleversés ou sujets au désarroi, et que les mêmes habitudes mentales automatiques ou processus cognitifs automatiques qui ont déjà causé la dépression se remettent en place et déclenchent un nouvel épisode dépressif. L'objectif de la TCBPC est de sortir de ce cycle d'habitudes automatiques et de donner au participant les outils lui permettant de choisir de ne pas réagir aux stimuli, mais de simplement les observer sans les juger. Cette pratique de la Pleine Conscience permet au participant de remarquer lorsque des processus de pensée automatiques surviennent et de modifier consciemment leur réaction en conséquence. La recherche a montré les effets bénéfiques de la TCBPC chez les individus autrefois dépressifs trois fois ou plus, et a démontré que le taux de rechute diminuait de 50 %.

## Études
Une étude publiée en avril 2015 par The Lancet démontre qu'une thérapie cognitive basée sur la pleine conscience est une alternative aussi efficace qu'un traitement par antidépresseurs dans la prévention de rechute dépressive,.
Une autre méta-analyse établissait que les TCBPC et les TCC étaient efficaces de manière équivalente statistiquement dans le traitement de la dépression à la fois après le traitement et lors du suivi. On ne sait cependant toujours pas si les effets similaires des deux types d'intervention sont dus à des mécanismes différents ou à des facteurs communs.